# Franco Brusati
Franco Brusati, född 4 augusti 1922 i Milano, Lombardiet, död 28 februari 1993 i Rom, var en italiensk filmregissör och manusförfattare.

## Utmärkelser
Brusati har bland annat vunnit två David di Donatello för bästa film, för Bröd och choklad och Dimenticare Venezia.

## Filmografi i urval
- 1950 – En söndag i augusti (manus)
- 1954 – Eviga äventyr (manus)
- 1962 – En trasslig härva (manus och regi)
- 1968 – Romeo och Julia (manus)
- 1970 – Den förbjudna trädgården (manus)
- 1974 – Bröd och choklad (manus och regi)
- 1979 – Dimenticare Venezia (regi)
- 1982 – Il buon saldato (regi)
- 1989 – Lo zio indegno (regi)